# Mateusz Lipski

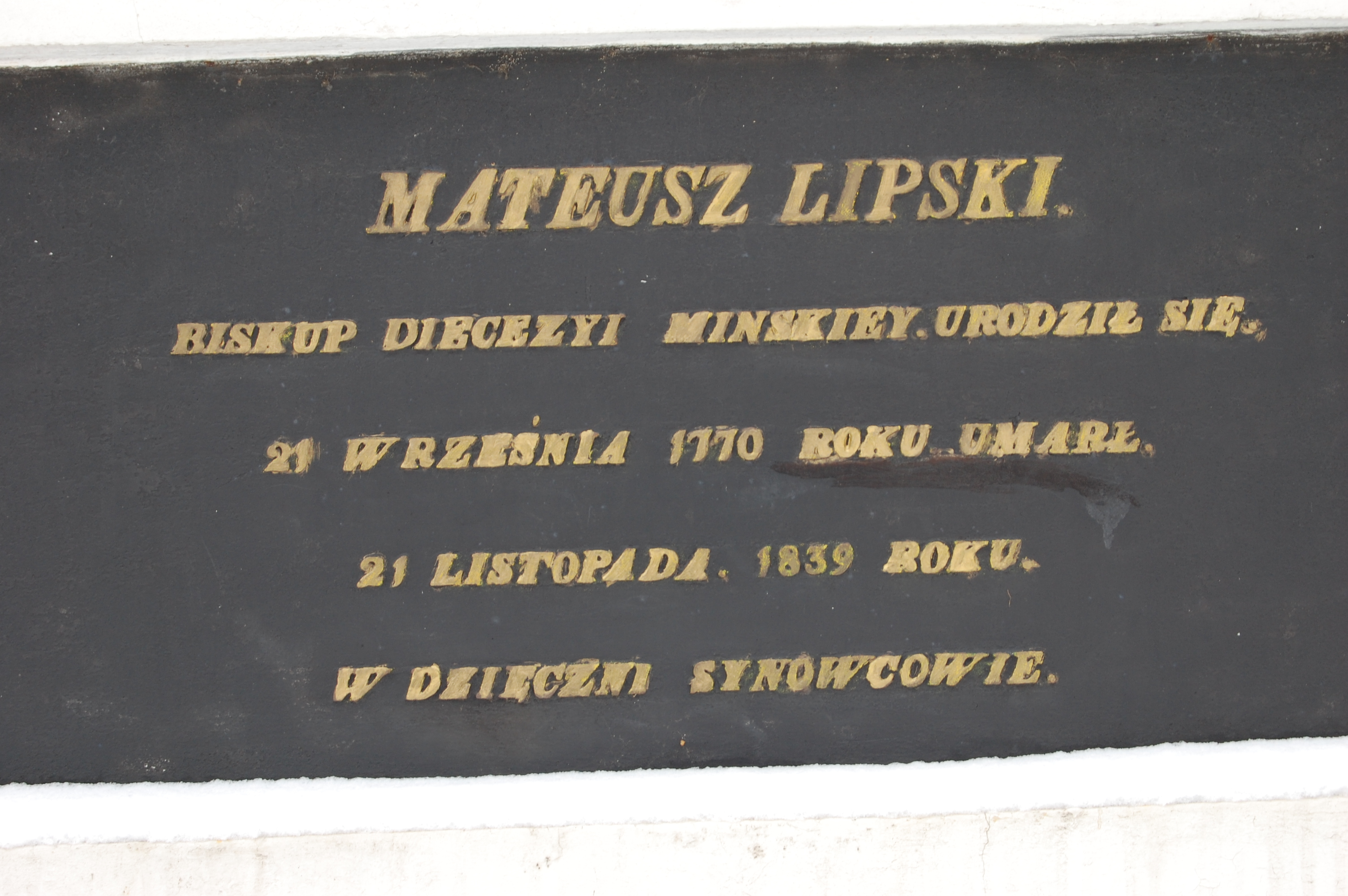
Tablica epitafijna Mateusza Lipskiego na jego grobie w kościele Podwyższenia Krzyża Świętego w Mińsku

Mateusz Lipski (ur. 1770?, zm. 21 listopada 1839 w Mińsku) – administrator diecezji mińskiej w latach 1827–1831, biskup miński w latach 1831–1839.
Urodził się przed 22 września 1770 roku. Podawał się za szlachcica herbu Grabie, ale podobno tylko podszywał się pod tę rodzinę. Wstąpił do bazylianów, gdzie przyjął święcenia kapłańskie. Był bliskim współpracownikiem metropolity Stanisława Bohusza Siestrzeńcewicza, z którego inspiracji w 1812 roku przeszedł na obrządek rzymskokatolicki. W 1811 roku został kanonikiem kijowskim, w latach 1811–1817 był dziekanem petersburskim, 1812–1813 był kanonikiem kapituły arcybiskupstwa mohylewskiego. W 1816 roku został prałatem i archidiakonem białoruskim. W latach 1818–1839 był proboszczem parafii Druja.
Około 1817 roku został nominowany przez cesarza Aleksandra I na biskupa pomocniczego połockiego, ale papież Pius VII odmówił mianowania go na tę godność z powodu niekanoniczności aktu i braku doktoratu. Będąc bliskim współpracownikiem Siestrzeńcewicza, popierał metropolitę w relacjach z cesarzem i jezuitami. Swoim podpisem Lipski, serwilista, sygnował wiele niepopularnych decyzji Siestrzeńcewicza. W 1820 roku został asesorem w Kolegium Duchownym Rzymsko-Katolickim w Petersburgu, a w 1822 roku prałatem prepozytem kapituły katedralnej mohylewskiej. Zrezygnował z archidiakonii białoruskiej, jednak zachował uposażenie parafii na Zaprudziu (Mohylew).
W 1823 roku został prekonizowany na biskupa pomocniczego połockiego z tytułem Aureliopolis, w 1824 roku otrzymał sakrę biskupią. W 1827 roku, mimo sprzeciwu biskupa łucko-żytomierskiego Kacpra Kazimierza Cieciszowskiego, ale za zgodą deportowanego biskupa Dederki, został administratorem diecezji mińskiej. W 1831 roku został biskupem mińskim. Ingres odbył dopiero w 1833 roku. Za rządów Lipskiego w diecezji mińskiej skasowano 23 klasztory spośród 35 istniejących oraz doprowadzono do likwidacji Kościoła unickiego.

Znawca historii Kościoła w Cesarstwie Rosyjskim – Adrien Boudou – ocenia Lipskiego następującymi słowami: 

nieuk, człowiek rozwiązłych obyczajów, zdolny do wszystkiego, jednostka miernych zdolności, pomimo niezaprzeczenie dobrych chęci.

Zmarł 21 listopada 1839 roku. Został pochowany w kościele Podwyższenia Krzyża Świętego na Cmentarzu Kalwaryjskim w Mińsku.